# München-Flughafen (Hallbergmoos)
München-Flughafen ist ein Gemeindeteil der oberbayerischen Gemeinde Hallbergmoos im Landkreis Freising.
Der Gemeindeteil liegt auf der Gemarkung Hallbergmoos und umfasst mit einer Fläche von 360 ha 22,3 %  der 1618 ha Gesamtfläche des Flughafens München. Er nimmt den südwestlichen Teil des Flughafens mit dem Zollamt ein.
Gleichnamige Gemeindeteile bestehen in Freising und Oberding.